# Pierre Gastinel
Pierre Gastinel (* 23. August 1898 in Nancy; † 1. Oktober 1943) war ein französischer Romanist und Literaturwissenschaftler.

## Leben
Gastinel habilitierte sich mit den Thèses Le romantisme d'Alfred de Musset (Paris 1933, Osnabrück 1978, Genf 2012) und (Hrsg.) Les Deux "André del Sarto" d'Alfred de Musset. Edition critique (Rouen 1933, Genf 2012). Er wurde Maître de conférences, dann ordentlicher Professor für Französische Sprache und Literatur an der Universität Lille.
Gastinel war verheiratet mit der Historikerin und Bibliothekarin Françoise Goineau (1911–2003).

## Werke
- (mit Célestin Bouglé) Qu'est-ce que l'esprit français. Vingt définitions choisies et annotées, Paris 1920; Vingt-cinq définitions, Paris 1930
- (Hrsg. mit Françoise Gastinel) Oeuvres complètes de A. de Musset I, Comédies et proverbes, 4 Bde., Paris 1934-1952-1957 (Bd. 2, 1952 mit einem Vorwort von Jean Bonnerot)